# Florian H. Fleck
Florian Hans Fleck (* 21. Februar 1924 in Göppingen; † 4. Oktober 1990 in Freiburg im Üechtland) war ein schweizerisch-deutscher Nationalökonom, Medienwissenschaftler und Medienökonom.

## Leben und Wirken
Florian Hans Fleck wurde 1924 als Sohn des Deutschen Eugen Fleck und der Schweizerin Josepha, geb. Imbach, in der württembergischen Stadt Göppingen geboren. 1966 erhielt er als Bürger der Stadt Freiburg/Fribourg das Schweizer Bürgerrecht.
Nach einer Buchdruckerlehre wurde er als U-Boot-Soldat für den Kriegsdienst eingezogen. Nach dem Abitur studierte er Nationalökonomie an der Universität Freiburg (Schweiz), wo er 1958 promoviert wurde. Die Habilitation erfolgte 1965. Von 1963 bis 1990 war er Professor für theoretische Nationalökonomie und Wirtschaftsmathematik an der Universität Freiburg.
Fleck war im Jahr 1966 Mitbegründer des Instituts für Journalistik und Kommunikationswissenschaft an der Universität Freiburg, dessen Direktor er bis 1981 war. Fleck lehrte und publizierte in interdisziplinärer Weise als Nationalökonom, Medienwissenschafter und Medienökonom. 1973 erschien sein Hauptwerk "Die ökonomische Theorie des technischen Fortschritts und seine Identifikation".
Der Zweite Weltkrieg und die NS-Propagandamaschinerie prägten den späteren Ökonomen. Der Richtigkeit von Informationen mass er sein Leben lang hohe Bedeutung bei. Schon in den 1960er-Jahren mahnte Fleck wiederkehrend vor den Folgen von Einsparungen bei Korrespondentenstellen und einer abnehmenden Anzahl unabhängiger Presseagenturen. Eine klaren journalistischen Prinzipien verpflichtete Presseethik war ihm ein grosses Anliegen. Hiervon zeugte auch sein Engagement zugunsten einer umfassenden Universitätsausbildung für katholische Medienvertreter. Die katholische Presse war zur Anfangszeit zudem ein gewichtiger Partner bei der Gründung und Etablierung des Instituts. Nachfolger Flecks als Institutsdirektor wurde der Medien- und Kommunikationswissenschaftler Louis Bosshart.

## Schriften (Auswahl)
- „Untersuchungen zur ökonomischen Theorie vom technischen Fortschritt. Eine dogmengeschichtliche und wirtschaftstheoretische Betrachtung“, Universitätsverlag Freiburg Schweiz, 1957.
- „Die Messung des technischen Fortschritts im Rahmen des gesamtwirtschaftlichen Wachstumsprozesses“, Springer, Wien, New York, 1966.
- „Aktuelle Presseprobleme in wirtschaftlicher Sicht“, Universitätsverlag Freiburg Schweiz, 1969.
- „Die ökonomische Theorie des technischen Fortschritts und seine Identifikation“, Verlag Anton Hain, Meisenheim am Glan, 1973, ISBN 3-445-01000-5, ISBN 978-3-445-01000-1.
- als Hrsg.: „Zukunftsaspekte des Rundfunks. Kommunikationspolitische und ökonomische Beiträge“, Kohlhammer Verlag, Stuttgart, 1986, ISBN 3-17-009187-5, ISBN 978-3-17-009187-0.
- als Hrsg.: „Planung, Aufsicht und Kontrolle von Rundfunkunternehmen. Grundsätzliche und aktuelle Gedanken aus Praxis und Wissenschaft“, Kohlhammer, Stuttgart, 1987, ISBN 3-17-009670-2, ISBN 978-3-17-009670-7.